# NML Cygni
NML Cygni o NML Cyg è una stella ipergigante rossa, situata a circa 5500 anni luce dalla Terra nella costellazione del Cigno. Attualmente, è una delle stelle più grandi tra quelle conosciute, con un raggio pari a 1183 volte quello del Sole. La sua massa si aggira intorno alle 50 M⊙. È stata scoperta da Neugebauer, Martz e Leighton nel 1965, e il nome NML Cygni deriva dai nomi di questi tre scopritori.
La stella è circondata da una nebulosa a forma di fagiolo. Si tratta di una variabile semiregolare con un periodo di variabilità di circa 940 giorni.
NML Cygni fa parte dell'associazione OB OB2 Cygnus e la sua parallasse misura circa 0,62 mas; con una magnitudine bolometrica di -9,0 è una delle stelle più luminose conosciute.
La stella ha un tasso di perdita di massa dovuta al vento stellare stimato in 2 × 10−4 M⊙ all'anno (il che equivale alla perdita di una massa solare ogni 5000 anni); si tratta di uno dei tassi più alti conosciuti.